# Joseph de Villardi de Montlaur
Pour les articles homonymes, voir Villardi et Montlaur.
Joseph de Villardi de Montlaur est un homme politique français né le 1er octobre 1815 à Paris et mort le 17 juillet 1895 dans la même ville. Il est député de l'Allier à l'Assemblée nationale de 1871 à 1876.

## Biographie
Eugène Joseph de Villardi de Montlaur, marquis de Montlaur, appartient à une famille de la noblesse d'Avignon qui avait reçu le marquisat de Montlaur, en Languedoc, par mariage (1740). Il est le fils d'Eugène Paulin de Villardi de Montlaur (1777-1856) et de Bénigne Charlotte Cadier de Veauce, issue d'une vieille famille du Bourbonnais. Il épouse le 23 janvier 1844 à Paris Léopoldine de Reclesne, qui lui apporte le château de Lyonne, à Cognat-Lyonne (Allier), dont il entreprend la restauration, ainsi que le château voisin de Rilhat.
Propriétaire terrien, il est maire de Cognat-Lyonne de 1848 à 1870 et de nouveau de 1872 à 1878, conseiller général du canton d'Escurolles de 1851 à 1870. Il est député de l'Allier de 1871 à 1876, siégeant à droite.
Il est officier de la Légion d'honneur.
Il a plusieurs enfants, dont :
- Humbert (1850-1931), avocat à la cour d'appel de Paris et plus tard directeur du pensionnat catholique Godefroy-de-Bouillon, à Clermont-Ferrand. Humbert succéda à son père comme maire de Cognat-Lyonne en 1878 et resta à la tête de la commune jusqu'en 1884[2]. Il hérita du château de Lyonne, que, resté sans postérité, il transmit à sa sœur Solange.
- Charles (1852-1923), diplomate. Il est le grand-père du peintre Guy de Montlaur (1918-1977).
- Solange (1866-1943), par laquelle le château de Lyonne entra dans la famille de Boutray, dans laquelle il resta jusqu'en 1978.